# Szörnyecskék 2. – Az új falka
A Szörnyecskék 2. – Az új falka (eredeti cím: Gremlins 2: The New Batch) 1990-ben bemutatott amerikai film, amely az 1984-ben bemutatott Szörnyecskék című film folytatása. Az élőszereplős játékfilm rendezője Joe Dante, producerei Michael Finnell és Rick Baker. A forgatókönyvet Chris Columbus ötlete alapján Charles S. Haas írta, a zenéjét Jerry Goldsmith szerezte. A mozifilm a Amblin Entertainment gyártásában készült, a Warner Bros. forgalmazásában jelent meg. Műfaja horror filmvígjáték. Amerikában 1990. június 15-én, Magyarországon 1990. október 11-én  mutatták be a mozikban.

## Szereplők
| Szereplő               | Színész          | Magyar hang       |
| ---------------------- | ---------------- | ----------------- |
| Billy Peltzer          | Zach Galligan    | Lippai László     |
| Kate Beringer          | Phoebe Cates     | Götz Anna         |
| Daniel Clamp           | John Glover      | Tahi Tóth László  |
| Fred nagypapa          | Robert Prosky    | Benkő Gyula       |
| Forster                | Robert Picardo   | Sörös Sándor      |
| Dr. Catheter           | Christopher Lee  | Velenczey István  |
| Mr. Wing               | Keye Luke        | Velenczey István  |
| Marla Bloodstone       | Haviland Morris  | Tóth Enikő        |
| Murray Futterman       | Dick Miller      | Szersén Gyula     |
| Sheila Futterman       | Jackie Joseph    | Czigány Judit     |
| Mr. Katsuji            | Gedde Watanabe   | Botár Endre       |
| Mikrohullámú Marge     | Kathleen Freeman | Tábori Nóra       |
| Martin                 | Don Stanton      | Dobránszky Zoltán |
| Lewis                  | Dan Stanton      | Dobránszky Zoltán |
| Wally                  | Shawn Nelson     | Zalán János       |
| Kézbesítő              | Raymond Cruz     | Forgács Péter     |
| Vízszerelő             | John Astin       | Antal László      |
| Kanadai éttermi pincér | Joel Brooks      | Jakab Csaba       |
| Forster technikusa     | Time Winters     | Jakab Csaba       |
| Forster női technikusa | Leslie Neale     | Kiss Erika        |
| Alagsori őr            | Rick Ducommun    | Kisfalussy Bálint |
| Peggy                  | Julia Sweeney    | Kováts Adél       |
| Moziigazgató           | Paul Bartel      | Kovács István     |
| Mozigépész             | Kenneth Tobey    | Bajka Pál         |
| Leonard Maltin         | Leonard Maltin   | Varga T. József   |
| Hulk Hogan             | Hulk Hogan       | Kránitz Lajos     |
| Eric Shawn             | Eric Shawn       | Hankó Attila      |
| Heidi Kempf            | Heidi Kempf      | Zsolnai Júlia     |
| Michael Salort         | Michael Salort   | Csankó Zoltán     |
| Hangosbemondó (hang)   | Neil Ross        | Csankó Zoltán     |
| Szereplő               | Eredeti hang     | Magyar hang       |
| Gizmo                  | Howie Mandel     | (saját hangján)   |
| Tudós szörnyecske      | Tony Randall     | Vass Gábor        |
| Dodó kacsa             | Jeff Bergman     | Forgács Péter     |
| Tapsi Hapsi            | Jeff Bergman     | Kováts Adél       |
| Nőstény szörnyecske    | N/A              | Kováts Adél       |

További magyar hangok: Andresz Kati, Balázsi Gyula, Bardóczy Attila, Bolba Tamás, Forgács Péter, Hankó Attila, Némedi Mari, Pálos Zsuzsa, Somlai Edina, Soós László, Varga Tamás, Zsolnai Júlia

## Érdekességek
- A főcímben Dodó kacsa trónol Tapsi Hapsi helyén, de nem sikerül, miközben elkezdődik a film.
- Hulk Hogan a híres pankrátor a nézőtéren, aki kényszeríti a szörnyecskékre azzal, hogy azonnal folytassák a Szörnyecskék 2-t.
- Dodó kacsa indítja a végefőcímet Cucu malac helyén, de az sem sikerült, mint a főcímben.

## Videójátékok
1990-ben a Sunsoft kiadta a horrorfilm videójáték-változatát, Nintendo Entertainment System-re.

## Televíziós megjelenések
HBO, RTL Klub, HBO 2